# Veliki Vrtop
Veliki Vrtop (en serbe cyrillique : Велнки Вртоп) est un village de Serbie situé dans la municipalité de Gadžin Han, district de Nišava. Au recensement de 2011, il comptait 218 habitants.

## Démographie
| 1948 | 1953 | 1961 | 1971 | 1981 | 1991 | 2002 | 2011 |
| ---- | ---- | ---- | ---- | ---- | ---- | ---- | ---- |
| 941  | 940  | 862  | 775  | 564  | 394  | 270  | 218  |

|  |